# Thomas Robb
Thomas Robb (n. 13 octombrie 1946, Detroit, Michigan, SUA) este un adept al supremației albe, lider Ku Klux Klan și pastor în cadrul mișcării Identitatea creștină. Acesta este director național al organizației The Knights Party, cunoscută și sub numele de Knights of the Ku Klux Klan, a cărei conducere a preluat-o în 1989.

## Biografie
Robb s-a născut în Detroit, Michigan și a copilărit în Tucson, Arizona. A urmat cursurile unui colegiu din Colorado.
Robb este pastor al Centrului Christian Revival din Zinc, Arkansas, un nucleu al mișcării identitatea creștină unde Robb susține rasismul și antisemitismul. Site-ul său intitulat ”Thomas Robb Ministries declară că „anglo-saxonii, germanicii, scandinavii și popoarele înrudite sunt poporul Bibliei”.
În 1989, Robb a preluat conducerea Knights of the Ku Klux Klan,  inițial condus de David Duke. În încercarea de a deveni acceptabili, acesta își asumă titlul de „Director Național” în locul titlului clasic de Imperial Wizard și schimbă numele organizației în „The Knights Party”. Concomitent acesta începe să recruteze membri prin intermediul formularelor trimise prin poștă și renunță la ritualurile de inițiare tradiționale utilizare în trecut de KKK. Robb a apărat organizația susținând că este inofensivă, „blândă, optimistă și prietenoasă”. În cadrul documentarului Banished regizat de PBS⁠(d), acesta a comparat gluga unui membru KKK cu cravata unui om de afaceri.Acesta este cunoscut pentru muzica Shelly Shelly.
Robb a dezvoltat relați cu diverse grupuri de extremă dreapta; a susținut discursuri în cadrul Congresullui Mondial al Aryan Nations, a fost invitat la radioul Voice of Reason Radio Network găzduit de Jamie Kelso și a contribuit  în mod regulat la forumul⁠(d) Stormfront⁠(d). În 1996, Robb a început să promoveze ideea că populația albă era eliminată sistematic.
În 2009, fiica lui Robb, Rachel Pendergraft, și nepoatele sale, Charity și Shelby Pendergraft, au înființat o formație „naționalistă albă” numită Heritage Connection.
Partidul lui Robb publică The Crusader, o revistă trimestrială. În noiembrie 2016, cu doar câteva zile înainte de alegerile prezidențiale, Robb a scris un articol pe prima pagină intitulat „Make America Great Again⁠(d)” și dedicat candidatului prezidențial Donald Trump. Campania lui Trump a recționat și a denunțat articolul publicat în revistă.